# Mary Fox

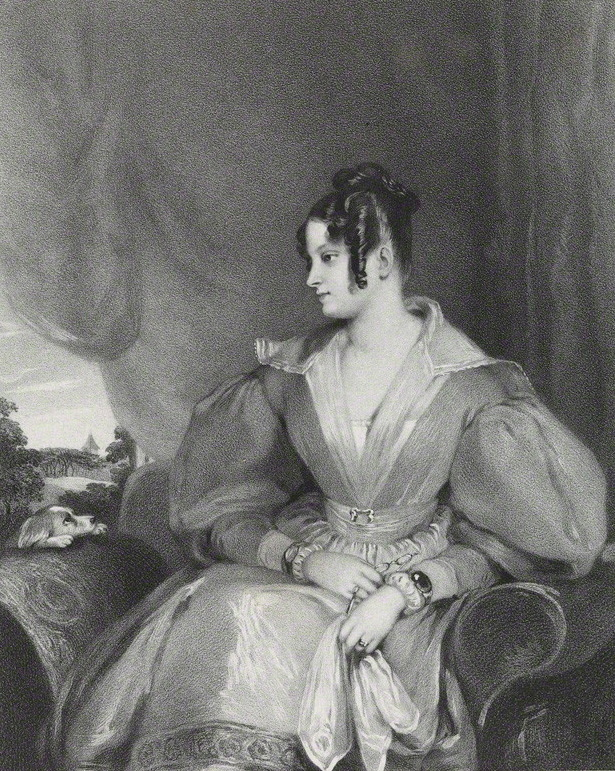
Lady Mary, März 1836

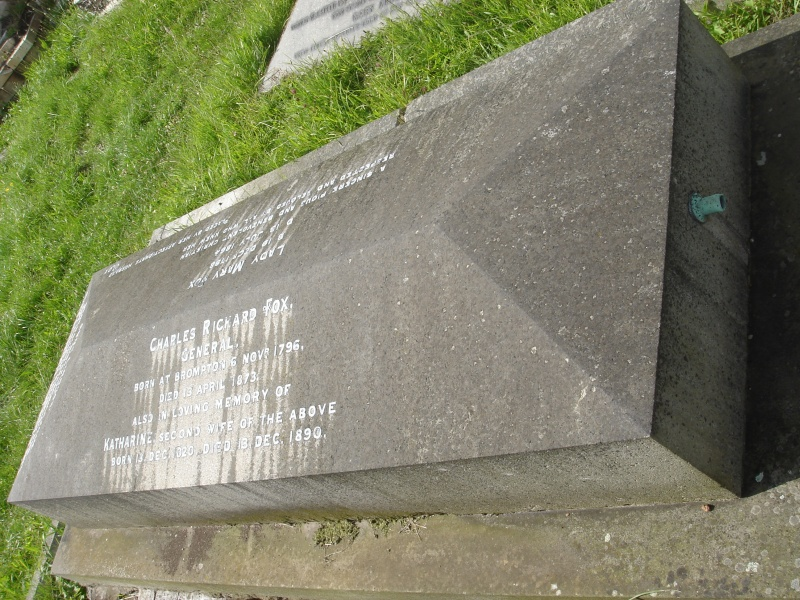
Grab auf dem Kensal Green Cemetery

Lady Mary Fox (geborene FitzClarence; 19. Dezember 1798 in Bushy House, Teddington; † 13. Juli 1864) war eine illegitime Tochter von König William IV. von Großbritannien und seiner langjährigen Mätresse Dorothea Jordan. In späteren Jahren wurde sie Schriftstellerin.

## Leben
Mary FitzClarence wurde als viertes Kind und zweite Tochter von Prinz William, Duke of Clarence, und seiner Mätresse Dorothea Jordan geboren. Sie war ein „gut aussehendes, braunes Mädchen mit angenehmen Gesicht und Manieren“. 1820 wurde ihre jüngere Schwester Elizabeth von Charles Richard Fox, dem ältesten und zugleich unehelichen Sohn von Lord und Lady Holland, umworben. Seine Eltern stimmten der Heirat nicht zu. Vier Jahre später waren sie aber mit seiner Heirat mit Mary einverstanden.
Mary und Charles Richard heirateten am 19. Juni 1824 in St George’s, London. 1857 gründeten sie ihren Haushalt in Little Holland House. Im September 1829 zogen sie nach Kanada, da ihr Mann wieder in den aktiven Armeedienst zurückkehrte.
Mary Fox’ Vater schenkte ihr den zweiten Teil der Anthony Roll, die seit der Regierungszeit von König Heinrich VIII. im Besitz der Königsfamilie war, obwohl sie sich wahrscheinlich nicht für die Geschichte der Royal Navy interessierte. Nach dem Tod ihres Onkels, König George IV., 1830 wurde ihr Vater König des Vereinigten Königreiches und Hannover. Ihr Vater wollte, dass sie nach England zurückkehrt, und versetzte deshalb ihren Ehemann. Am 24. Mai 1831 wurde sie durch Royal Warrant of Precedence in den Rang einer Tochter eines Marquess mit dem Höflichkeitsprädikat Lady erhoben.
König William IV. starb im Januar 1837 und Lady Marys Cousine Victoria bestieg den Thron. Im selben Jahr veröffentlichte sie einen utopisch-feministischen Schauerroman mit dem Titel An Account of an Expedition to the Interior of New Holland. Im Januar 1857 erfuhr Sir Frederic Madden, Verwalter der Manuskripte im Britischen Museum, dass Lady Mary die Anthony Roll, die sie von ihrem Vater erhalten hatte, verkaufen wollte, um Geld für den Bau einer Kirche oder etwas ähnliches zu erhalten.
Einen Großteil ihres späten Lebens diente sie als Haushälterin in Windsor Castle. Sie starb kinderlos am 13. Juli 1864. Sie wurde neben ihrem Ehemann auf dem Kensal Green Cemetery bestattet.